# Ramón Alfonso Trallero
Ramón Alfonso Trallero (f. 1937) fue un político español, alcalde de Belchite durante la Guerra civil.

## Biografía
Entre 1934 y 1935, durante el periodo de la Segunda República, ejerció como alcalde de la población zaragozana de Belchite. Tras el estallido de la Guerra civil volvió a asumir la alcaldía de Belchite, al ser depuesto el alcalde socialista que había ganado las elecciones de febrero de 1936, Mariano Castillo Carrasco. La localidad quedó situada cerca del frente de guerra, convirtiéndose en una posición fortificada. En agosto de 1937 las tropas republicanas atacaron Belchite, cercando la localidad; Alfonso Trallero murió durante los combates, a consecuencia de un mortero que explotó.
Con posterioridad su figura recibió diversos honores de la Dictadura franquista. En 1963 el nuevo Belchite nombró una calle en su honor.